# Kakao
Kakao（韓語：카카오）是韓國的一個高科技和互聯網公司，公司开发的PotPlayer和KakaoTalk應用程式在韓國和世界擁有高使用率，目前全球擁有18.2億的使用者。。

## 历史
最初成立于2014年10月1日，前身是KakaoTalk的母公司Kakao Corp。2014年Daum Communications和Kakao Corp合併時改叫Daum Kakao，次年2015年改為現名。
2015年5月28日，該公司收購美國的Path，2016年1月11日宣佈收購LOEN娛樂76.4%的股份。
2019年10月28日Kakao和SK電訊將互相交換價值3000億韓元的股份，通過這種方式，SK電訊將持有Kakao公司2.5%的股份，Kakao將持有SK電訊1.6%的股份。
2022年10月15日，Kakao所在的資料中心发生火灾，同日下午3时30分起，Kakao Talk、Daum等大部分Kakao服务瘫痪。17日，Kakao Talk和Kakao服务的大部分功能已恢复正常。
2023年3月7日，宣布公開收購SM娛樂股份，從7日起至26日，計畫以每股15萬韓元的價格收購SM股份，比上月HYBE提出的每股12萬韓元收購價高出25%，公開收購目標為35%的SM股份，並將與旗下子公司Kakao娛樂各收購一半股份。
2023年3月28日，Kakao公開收購SM娛樂股份結果，Kakao與子公司Kakao娛樂透過此次收購分別獲得494萬6821股約SM 20.76%股份與455萬4220股約SM 19.11%股份，總計獲得39.87%股份，成為SM娛樂最大股東，並將取得SM娛樂經營權。
2024年5月23日，韩国个人資訊保护委员会（PIPC）决定对Kakao處以罰款约151亿韩元，理由是该公司疏于管理和保护用户資訊导致超过6.5万条个人資訊遭到泄露。该委员会指出，公司早就得知KakaoTalk应用程序编程接口的漏洞风险，却没有切实检查个人資訊保护情况，也没有采取防护措施。

## 相關服務及品牌

### 韓國
Kakao 提供了多樣化的服務

#### 社群
- KakaoTalk: 提供即時通訊及VoIP服務。
- KakaoAgit: 提供團體聊天室服務。
- KakaoStory（英语：KakaoStory）: 提供照片、影片及音樂分享的社交網絡平臺。

#### 娛樂
- Kakao娛樂
  - Melon: 線上音樂串流平臺。
  - KakaoPage（英语：KakaoPage）: 提供網路漫畫及小說服務的內容平臺。
- Daum
  - PotPlayer: Windows作業系統上的多媒體播放程式。

#### 時尚
- KakaoStyle（英语：KakaoStyle）: 最新流行資訊的取得與分享的服務。
- KakaoHairshop（英语：KakaoHairshop）: 提供尋找附近美容院的服務。

#### 財務
- Kakao Pay（英语：kakao pay）: 提供與KakaoTalk整合的行動電子錢包。
- Kakao Bank（英语：KakaoBank）: 韓國的純網銀服務。
- Klaytn: 提供透過子公司Ground X進行支付的區塊鏈平臺[14]

#### 投資
- Kakao INV: 中後期新創創投資金。
- Kakao Ventures: 早期新創創投資金。

#### 運輸
- Kakao T（英语：Kakao T）: 提供計程車叫車、代理司機預訂、車位搜索及導航服務。
- KakaoBus: 提供公車實時定位及交通資訊。
- KakaoMetro: 提供捷運路網查詢，旅程規劃及票價查詢。
- Kakao T Bike: 提供自行車租賃服務。

#### 電玩遊戲
- Kakao Games: 電玩子公司。

#### 其他
- Kakao Friends: KakaoTalk上的虛構角色形象，運用開發於包含金融、家具、食物及遊戲等多樣化產品。
- KakaoHello: 基於Kakao帳戶的電話應用服務。
- KakaoTV: OTT串流電視，結合網路直播及影片播放器服務。
- KakaoHome: 智慧型手機桌面增強管理服務。
- KakaoPlace: 提供景點搜尋及分享的服務。
- KakaoAlbum: Kakao好友的相冊圖片分享功能。
- Path: 美國的私密社交應用服務(已終止服務)。

### 日本
Kakao Japan Corporation是Kakao的日本子公司，提供了部分Kakao韓國地區的服務及針對日本市場的特定服務。Kakao Japan已經宣布計劃推出一項音樂服務，再次嘗試打入日本市場。 2018四月, Kakao Japan宣布推出與Netflix 和Amazon競爭的影音線上串流服務，並採取與Piccoma類似的訂閱模式，該服務命名為Piccoma TV。
- KakaoTalk
- Kakao T（英语：Kakao T）
- Piccoma
- Piccoma TV

## 外部連接
- 官方网站
- Kakao的Facebook專頁（繁體中文）